# Варненски делфинариум
Варненският делфинариум се намира в северната част на Морската градина в град Варна. Открит е на 11 август 1984 година и разполага с 1200 места. Размерите на басейна са 12 на 15 метра и дълбочина 6 метра, и се пълни с морска вода чрез специална помпена система. Водата се извлича от Черно море на 150 – 160 метра от брега и дълбочина 3 – 6 метра, където тя е най-чиста и се подлага на преработка преди да достигне до басейна. Делфинариумът разполага и с кафе-сладкарница с прозрачна стена към аквариума.
Във варненския делфинариум има пет делфина – 3 женски и 2 мъжки. Кимбо, Доли и Мика (най-известния) са донесени от далечните брегове на Гватемала и Куба, а Йоана,Бимбо и Флипър са родени във Варненския делфинариум.
Идеята за създаването в България на делфинариум на черноморското ни крайбрежие за пръв път е лансирана от зоолога Николай Боев. В първоначалната си формулировка тя се е отнасяла за южното ни Черноморие. Цяло десетилетие той не се отказва от нея. Дори в плановете за развитието на тогавашния национален парк „Ропотамо“ бил изготвен и проект за неговото изграждане. Той обаче останал нереализиран. Построен бил делфинариум във Варна. Той е вторият на Черно море след този в Батуми (Грузия).

## Галерия
- Варненският делфинариум отвътре.
- Представление в делфинариума.